# 24時間テレビ31 愛は地球を救う
『24時間テレビ31 「愛は地球を救う」 誓い〜一番大切な約束〜』（24じかんテレビ31「あいはちきゅうをすくう」 ちかい〜いちばんたいせつなやくそく〜）は、日本テレビにて2008年8月30日（土曜日）18:30 - 8月31日（日曜日）20:54まで生放送された31回目となる『24時間テレビ』である。

## 概要
「日本テレビ開局55周年記念番組」として放送された。
今回は1980年（第3回）以来28年ぶりに「8月ラスト2日」に放送された。なお、「8月30日放送」は1992年（第15回）の2日目放送以来となった。
メインパーソナリティーは2004年（第27回）以来、4年ぶりに嵐が担当、ピン芸人のエド・はるみがチャリティーマラソンランナーを務めた。
この年は「嵐の宿題くん」の制作陣を中心としたスタッフ構成であったため、これに関わる演者も多く出演している。
次回の2009年（第32回）は、ナイトメアが先に日本武道館を押さえた影響により確保できず、開催場所を東京ビッグサイト（東京国際展示場）としたため、1992年（第15回）以来続いた日本武道館での開催は途切れた。ナイトメアはこの放送で130万円を寄付していた。
この回はチャレンジ企画が途中で断念する企画が相次ぎ、日曜夜に「日本列島ダーツの旅的全国1億人インタビュー」の過去に放送された回の総集編を急遽制作・放送した。

## 出演者

### 総合司会
- 徳光和夫
- 西尾由佳理（当時・日本テレビアナウンサー）

### メインパーソナリティー
- 嵐
  - 大野智
  - 櫻井翔
  - 相葉雅紀
  - 二宮和也
  - 松本潤

### チャリティーパーソナリティー
- 仲間由紀恵

### 番組パーソナリティー
- 久本雅美
- チュートリアル（福田充徳・徳井義実）

### チャリティーマラソンランナー
- エド・はるみ

### どうでもいい!? 世紀の誓い100連発!!
| - くりぃむしちゅー（上田晋也・有田哲平） - MC - スザンヌ - MC - 相沢まき - 有坂来瞳 - 有吉弘行 - COWCOW（多田健二・山田與志） - 上原美優 - 狩野英孝 - 木口亜矢 - 麒麟（川島明・田村裕） - ギャル曽根 - くまだまさし - 小島よしお - ザブングル（松尾陽介・加藤歩） - サンドウィッチマン（伊達みきお・富澤たけし） - 世界のナベアツ（現・桂三度） - ダイアモンド☆ユカイ - 谷村奈南 - TKO（木本武宏・木下隆行） - 友近 - 鳥居みゆき | - なたぎ武（当時・ザ・プラン9） - 鼠先輩 - バナナマン（設楽統・日村勇紀） - はなわ - 原口あきまさ - ハリセンボン（箕輪はるか・近藤春菜） - はるな愛 - 板東英二 - 髭男爵（ひぐち君・山田ルイ53世） - ブラックマヨネーズ（吉田敬・小杉竜一） - 本村健太郎 - 矢口真里 - 安田大サーカス（HIRO・クロちゃん・団長） - 柳原可奈子 - 山本高広 - 矢部美穂 - 優木まおみ - 若井おさむ - 渡辺直美 - ダチョウ倶楽部（肥後克広・上島竜兵・寺門ジモン） - 熱湯コマーシャルのみの出演 |

## 企画・コーナー

### タイムテーブル
| 時間         | コーナー名                                                            |
| ------------ | --------------------------------------------------------------------- |
| 30日 18:30 - | オープニング                                                          |
| 30日 19:07 - | 9歳で天国へ逝った友だちへ 友情を誓った50通の手紙                      |
| 30日 19:25 - | 両上腕欠損の水泳少年 誓いの100mチャレンジ                             |
| 30日 19:48 - | 11の病…余命1年だった愛娘 奇跡を呼んだ母の誓い                         |
| 30日 20:48 - | ハイテク義手の小さな音楽家 浅田真央と奇跡の共演                       |
| 30日 21:28 - | ドラマスペシャル『みゅうの足パパにあげる』                            |
| 30日 23:28 - | 予測不可能!夢実験の嵐!!                                               |
| 30日 23:51 - | どうでもいい!? 世紀の誓い100連発!!                                    |
| 31日 5:30 -  |                                                                       |
| 31日 6:25 -  | 日本列島誓いの力〜世界の子供達に笑顔を けん玉先生の誓い               |
| 31日 6:55 -  | 日本列島誓いの力〜一生野球を続けたい 元女子プロ野球選手の誓い         |
| 31日 7:16 -  | 24時間ドラマの真実〜父から娘への誓い                                  |
| 31日 7:28 -  | 日本列島誓いの力〜82歳鉄人おじいちゃん ガールフレンドへの誓い         |
| 31日 7:57 -  | 3児のパパつるの剛士 爆笑!親バカ宣言                                   |
| 31日 8:10 -  | 日本列島誓いの力〜車椅子バスケで金メダル 元Jリーガーの誓い            |
| 31日 8:33 -  | 片腕の相撲先生ハッケヨイ!たった1人の部員と男の約束                    |
| 31日 8:53 -  | 世界のナベアツのオモロー!エコクイズ                                   |
| 31日 9:24 -  | 日本列島誓いの力〜岩手・宮城内陸地震から2か月半 故郷は今!復興への誓い |
| 31日 9:36 -  | 難病・魚鱗癬と闘う少年“笑顔の誓い”                                    |
| 31日 9:50 -  | 中尾彬・池波志乃おしどり夫婦の30年 病を乗り越え今誓う事               |
| 31日 10:14 - | 夢実験の嵐!!〜ほっといたらどう育つ?                                   |
| 31日 10:24 - | 10歳で逝った娘がママへ…天国からのバースデーカード                     |
| 31日 10:50 - | 白血病と闘ったカンニング中島 日記に綴られた家族への誓い               |
| 31日 11:45 - | チュートリアル徳井が誓う“絶対、親父を越えてやる!”                     |
| 31日 11:58 - | 車イス少年と相葉雅紀の挑戦“野生のイルカと泳ぎたい”                    |
| 31日 12:55 - | “ママ泣いちゃダメ笑ってて”ガンと闘った6歳娘との誓い                   |
| 31日 13:18 - | 青春と友情の誓い 高校生ダンス甲子園                                   |
| 31日 13:53 - | 世界のダンス甲子園〜天才障害者ダンサーと嵐・奇跡のコラボ              |
| 31日 14:35 - | 長嶋一茂と野球少年の誓い“もう一度ヒットを打ちたい”                    |
| 31日 14:54 - | 二宮が出逢った少年との誓い 水無脳症の妹を笑顔に…                      |
| 31日 15:12 - | 松本潤カンボジアに行く!HIV母子感染の子供達と明日への誓い              |
| 31日 15:50 - | “あいつはもう一人のBEGIN”若くして逝った親友との誓い                   |
| 31日 15:12 - | 松本潤カンボジアに行く!HIV母子感染の子供達と明日への誓い              |
| 31日 16:11 - | SPEED復活!心に秘めた2つの誓い                                         |
| 31日 17:00 - | 笑顔でいたい!世界で唯一の病気と闘う双子姉妹                           |
| 31日 17:26 - | チャリティー笑点                                                      |
| 31日 18:09 - | 久本雅美・朋子姉妹が誓う 今は亡き最愛の母へ                           |
| 31日 18:35 - | ごくせん課外授業 ヤンクミと障害のある子供たち誓いの合唱               |
| 31日 19:23 - | 櫻井翔ZEROリポート 難病と闘う少年と上原投手の約束                     |
| 31日 19:58 - | 長嶋茂雄 誓いの手紙                                                   |
| 31日 20:02 - | “なぜ走るのか…”エド・はるみの誓い                                     |
| 31日 20:14 - | 嵐“一番大切な約束”                                                    |
| 31日 20:28 - | グランドフィナーレ                                                    |

## スタッフ
- 構成：上野耕平、沢口義明、川上トリオ、安達元一、石田健祐、石塚祐介、岩瀬理恵子、上原銀河、内海譲司、遠藤佳三、大熊智、大谷裕一、大名祥子、柏木克紀、木南広明、佐藤かんじ、城啓介、鈴木重夫、須藤好造、都築浩、竹尾明子、長東亜子、成瀬正人、新倉イワオ、西村隆志、根本ノンジ、藤原琢也、ヒロハラノブヒコ、藤谷弥生、桝本壮志、三木睦郎、村上知行、矢頭浩、山谷隆、山西伸彦、横山誠一

日本武道館
- TD：杉本裕治
- 音声プラン：川合亮
- SW：小林宏義、松嶋賢一、木村博靖、安藤康一、蔦佳樹
- カメラ︰水梨潤、品川和雅、矢口太郎、西坂康史、大庭茂嗣、早川智晃、赤尾勝教、中村哲也、浅田昇、砂走裕一、高野信彦、門田健、鎌倉和由、北折雅人、荻野高康、佐藤裕司、福田伸一郎、吉田健治、茅野竜徳、山内剛、工藤恂児、木藤和久
- 音声︰渡邊勇二、中島和真、高岡彰吾、清水新太郎、岡田洋一、船越正道、村上正、大浦政宣、沖田良一、高橋昇、山崎和敏、桑原博之、平川圭史
- 調整︰小澤郁彌、菅谷典彦、三崎美貴、江頭恭二、沼田広美、尾山直樹、石山実、鈴木昭博、飯島章夫、小野敏之、岡田直紀
- 照明：山本智浩、谷田部恵美
- 美術デザイナー：熊崎真知子
- 舞台監督：今野公基
- 装置︰上山隆、四之宮克成
- 電飾：岩井直樹
- アクリル装飾︰棚田瑛葵
- 装飾︰米山幸市
- 特殊効果︰栗原寛享
- メイク︰田島加奈子
- マルチSWディレクター：後藤敬昭
- VTR出しディレクター：高橋篤史
- TK・DSS：中村ひろ子、井﨑綾子、矢島由紀子、桜井えみこ、田中彩、山際慎子、橋本美幸
- ステージング：MIKO、石渡直人
- オーディオコーディネーター：鳥飼弘昌
- 編曲：永作幸男、しかたたかし、たかしまあきひこ
- 演奏：ガッシュアウト、東京音楽事務所
- コーラス：フィジー、ミュージッククリエイション / 日テレ学院
- 手話コーラス隊：愛の小鳩事業団 手話コーラス部
- アシスタント：日本テレビイベントコンパニオン
- 日テレ学院コーラスコーディネーター：青木良英、川原井宏美、飯田啓之
- コーディネーター：内藤智子、光岡裕子、脇阪真琴、金沢明香、柏木美宏、望月和可奈
- ゲストフォロー：環真吾、川邊昭宏、羽村直子、安藤優子、上原敏明
- フロアディレクター：舟澤謙二、長谷川賢一、杉岡士朗、氣賀澤宏隆、高橋康之、小笠原豪、宇津浩二、岩崎広樹、森山琢哉、川口信洋
- ディレクター：徳永清孝、福田逸平太、久木野大

誓い～一番大切な約束～
- ディレクター：山泉貴弘、川崎文平、渡邉孝之、今野恒、佐谷直子、長井香織、大原正也、鈴嶋直子、守屋茂員、磯部修、永井大輔、蔵本泰輔、太田莊、大内勝
- AP：加藤正和、黒川こず枝、山中れい子、川原三穂
- 協力：株式会社サンミュージックプロダクション、プロジェクトGET
- プロデューサー：和田隆、神尾育代、小島俊一、小川潔、井上啓子
- 演出：鈴木守、滝田朋之

24時間テレビドキュメント〜父から娘への誓い～
- プロデューサー：遠藤英幸
- ディレクター：磯田修
- AP：鎌田淑子

エド・はるみ113Kmマラソン
- TD：舘野真也、田村好彦、夏越一徳、石坂忠義、高橋一徳、三沢津代志
- SW：黒木貴博、伊藤秀雄、岩見憲明
- カメラ：清野理、東武志、楢山剛、斉藤智久
- 音声：小境健太郎、高瀬敦也、安楽修平
- 照明：高橋明宏、河内俊明
- ENG：松丸明夫
- ドライバー：尾崎健一、富田雄一、吉田有希、中村佳司、橋本優介
- 美術プロデューサー：小林正明
- 美術デザイナー：波多野真理
- 装置：田村佳久
- メイク：谷村真実
- マラソンコーディネーター：坂本雄次、佐藤成人、村嶋芳樹、中川修一、鈴木幹人
- CVセンター：伊澤洋介、須磨洋太
- GPS：前川泰徳
- コーディネーター：浦川智之、遠山広
- ノンリニア：高野和子
- 制作進行：石井希和、田口美和子
- ディレクター：岩佐直樹、那須太輔、高野透矢、工藤恵司、徳永美哲、閑和明、馬杉光
- 演出：中村博行
- 監修：大澤雅彦
- プロデューサー：糸井聖一、川邊哲也、阿河朋子、小川明人

100年前の謎を解け!ぼくらの町の埋蔵金探し大作戦!!
- TD・SW：荒井孝
- カメラ：海野太郎
- AUD：井上朋子
- VE：佐藤勇
- TK：島田真見
- 音効：保苅智子
- EED：土井敬士
- MA：番匠康雄
- 協力：荒砥小学校のみなさん
- AP：古賀絢子
- S1コーディネーション：石崎史郎
- ディレクター：宮森宏樹、立澤哲也、相田貴史
- 演出：武井正弘
- 中継プロデューサー：伊藤朋彦
- プロデューサー：加藤幸二郎、松本京子、宇佐見友教

誓いのタスキをつなごう!津軽海峡横断リレー
- 中継TM：小椋敏宏
- 竜飛岬TD：各務裕之
- 竜飛岬マイクロ：伊藤洋平
- 竜飛岬連絡線：辻直哉
- 船上カメラ：高橋尚志、熊谷真悟、山田大輔
- 船上TD・SW：保刈寛之
- 船上MIX：小澤太
- 船上AUD：森丈志
- 船上VE：川村雄一
- 船上マイクロ：木田雄大
- 水中カメラ：中川隆
- 水中VE：河内繁
- 飛龍閣TD：澤田貴史
- 白神岳TD：穴吹昌芳
- 白神岳マイクロ：山田秀行
- ヘリコTD：山村忠稔
- ヘリコVE：菊池健男
- 小泊港TD・SW：鈴木修一
- 小泊港カメラ：藤林国仁
- 小泊港VE：上野山大二郎
- 小泊港MIX：太田理
- 小泊港SNG・TD：飛内雄二
- 福島港TD：松野史
- 福島港SW：舘脇雄次
- 福島港カメラ：寒河江透
- 福島港VE：竹西直人
- 福島港MIX：椎名弘隼
- 船舶協力：ZEAL
- 美術プロデューサー：三浦昭彦
- 装置：柿崎政也
- メイク：小島梨香
- CG：笹岡高行
- ディレクター：関好古、大竹暁、藤田飛鳥
- 中継ディレクター：市川浩崇、紀内良彦、荻野陽介、長田卓也
- AP：新貝元章、水田英子
- プロデューサー：栄永英幸、手島理紀、川嶋典子
- 演出：藤本直樹、熊谷暁夫、吉村真人

スポーツ世界記録 誓いのチャレンジ
- 中継TM：平間良一
- 中継TD：鈴木康夫、牛山敏彦
- カメラ：小泉明浩
- MIX：菊哲也
- 特機：木下久男
- 美術プロデューサー：小宮菜々子
- 美術デザイン：本田恵子
- 装置：赤木直樹
- 電飾：伊藤伸朗
- メイク：伊藤麻衣子
- 大道具：伊東浩
- CG：宮原耕介、折田学
- タイマー協力：SEIKO
- CG協力：北海道日興通信
- イベント進行：後藤範之、古城戸利香
- ディレクター：佐藤真吾、伊田孝、神戸謙太郎、木曽守、杉本憲隆、上野和彦、池端強、鈴木博久、池本昌史、酒井正義
- 中継ディレクター：佐々木聡史、松居哲郎、富田潤一郎
- AP：中村英雄、中島由布子
- プロデューサー：五十嵐貢、島田勇夫、仁平円
- 演出：長谷川孝、西村明浩、川本良樹

～スポーツ企画協力～ 
- 札幌テレビ、青森放送、河童隊

～本社リモートサブ～
- TD：佐野隆夫
- SW：野平和之
- MIX：山田淳
- 音効：加藤つよし
- TK：石島加奈子、林恵潤佳
- CG：齊藤久志
- コーディネーション：木村拓也
- ディレクター：濱崎泰彦、平田祥士、吉無田剛、興石孝宏、津曲慶彦

～本社S4サブ～
- SW：遠藤裕二
- 音声：三石敏生、山田値久
- 調整：三山隆浩

ハイテク義手の小さな音楽家 浅田真央と奇跡の共演!
- 演出：高谷和男
- 中継ディレクター：稲垣眞一
- ディレクター：守下雅也
- THE ICE制作：加藤宏、河原理雄
- THE ICE技術：安藤正道
- THE ICE事業：箕浦貴夫
- THE ICE美術：浜地隆裕
- 撮影：井出雅之
- 協力：THE ICE関係者一同
- プロデューサー：北川俊介、小幡英司、菅沼和美

スポーツうるぐす
- 演出：岩崎泰治
- ディレクター：津郷大吾、道坂忠久

どうでもいい!? 世紀の誓い100連発!!
- SW：高梨正利
- カメラ：山田祐一
- 音声：池田正義
- 調整：斉藤孝行
- 照明：名取孝昌
- 美術プロデューサー：松崎純一
- 美術デザイナー：大竹潤一郎
- 装置：藤田真行
- 装飾：高橋吉彦
- 電飾：二階堂哲也
- 特殊効果：堀田秀二郎
- メイク：土屋裕子
- TK：大岡伸江、春日千佳子
- AP：滝澤真一郎、平山美由紀
- ディレクター：和田英智、飯島冬貴、松木大輔、大輪和孝、阿部裕一郎
- 演出：上利竜太
- プロデューサー：田中宏史、天笠ひろ美、小西寛、平出聡

ごくせん課外授業 ヤンクミと障害のある子供たち誓い
- AP：森下典子、柳内久仁子
- ディレクター：花蔭篤、森貴志
- 演出：久保田克重
- プロデューサー：黒岩敏一、加藤正俊

青春と友情の誓い 高校生ダンス甲子園
- AP：高橋葉子
- ディレクター：渡邊正人、佐藤丁丈、水沼保和
- 演出：武石政人
- プロデューサー：牛丸謙壱、錦信次

SPEED復活!心に秘めた2つの誓い
- プロデューサー：大越理央
- AP：清千里
- ディレクター：小元肇

愛と爆笑と涙!日本列島ダーツの旅的インタビュー
- ディレクター：小松原正勝、森田隆行、永井ひとみ、元木秀和、加納成人、飯塚桂子
- プロデューサー：江尻直孝

「みんなの絵で夢の地球を飛ばそう！」巨大バルーン企画
- ディレクター：安達敏春、岡本光浩、佐々木雅子
- 演出：小江翼、牛込剛
- プロデューサー：林田竜一

難病と闘う少年と巨人上原投手の約束のキャッチボール
- カメラ：岸賢俊、奥村一彦
- VE：内田勝也
- 音効：堺慶史郎
- EED：佐藤貴之
- 演出：山崎大介
- ディレクター：原田誠之
- チーフプロデューサー：山田克也
- プロデューサー：岡田謙吾、高島良子

チャリTシャツプロジェクト
- プロデューサー：木藤憲治

難病・魚鱗せんと闘う少年“笑顔の誓い”
- カメラ：皆倉陽明
- プロデューサー：安瀬善康、小山和行
- ディレクター：鈴木拓也

「野生のイルカと泳ぎたい」夏の大冒険
- ディレクター：内田浩
- プロデューサー：渡部祐一
- 演出：清水星人、中野裕子

両上腕欠損の水泳少年「誓いの100mチャレンジ」
- TD：正井祥二郎
- SW：林田睦彦
- カメラ：林洋介
- VE：小沢俊博
- 音声：大場悟
- 水中カメラ：安藤譲一郎
- 協力：麹町学園女子中学校・高等学校、マイ・エス・スイミング花畑
- ディレクター：笠間崇、小室圭子
- AP：柴田雅美
- プロデューサー：鬼頭直孝、永井英樹
- 演出：鈴木淳一

カンボジア・HIV母子感染の子供達と明日への誓い
- カメラ：山本啓太
- 音声：広瀬あかり
- 音効：吉田比呂樹
- EED：丸山寿和
- MA：堀辺潤
- コーディネーター：伊東邦将
- ディレクター：桑原慶介、杉村和彦

仲間由紀恵と絆の誓い 世界で唯一の病気と闘う双子姉妹
- コーディネーター：TELE-SEARCH
- 演出：渡邊政次
- ディレクター：國弘明子
- プロデューサー：山本愛

「夢」実験の嵐!
- SW：米田博之
- カメラ：榎本丈之
- 音声：大島康彦
- 調整：佐藤満
- 照明：木村弥史
- 音効：岡田淳一
- 美術プロデューサー：大川朋子
- 装置：泉慎一
- 装飾：石井武尊
- 衣裳：柴崎花江
- 持ち道具：三野尚子
- メイク：糟谷美紀
- ディレクター：安彦和弘、日野力、中井康二、丹野樹史、保野祥子、平元潤
- 演出：三浦伸介
- プロデューサー：堀金澄彦、小塩佳宏、浜田和宏、秋丸桃香
- チーフプロデューサー：松崎聡男

世界のダンス甲子園～障害者ダンサーと嵐・奇跡のコラボ
- ディレクター：池田創一、小峰潔貴
- プロデューサー：当麻康夫

世界のナベアツのオモロー!エコクイズ
- 演出：橋本和明
- ディレクター：満冨洋隆、須藤大介

チャリティー笑点
- SW：宮崎和久
- カメラ：田代義昭
- 音声：酒井孝
- 調整：矢田部昭
- 照明：下平好実
- TM：古井戸博
- 音効：宮川素子
- 装置：峰崎俊輔
- 装飾：丸山善之
- 衣裳：佐々木皖子
- メイク：外山奈津子
- ディレクター：大畑仁
- フロアー：高木裕司、山口裕之
- プロデューサー：中西健、飯田達哉、加藤晋也
- チーフプロデューサー：鈴木雅人

ペ・ヨンジュン誓いメッセージ
- プロデューサー：中川幸子
- ディレクター：大澤葉子

日産本社ギャラリー
- 特別協賛：日産自動車
- TD：川村朋秀
- SW：関口文雄
- カメラ：富岡三隆
- MIX：渡邊祐一
- VE：小川博
- 照明：小笠原雅登
- ディレクター：小田玲奈
- プロデューサー：遠藤正累、河村奈美、中附智貴

告知・PR
- ディレクター：岩下英恵、宮本琢也、山崎雄二、原経巌、益田公平、宮下健太郎、中瀬博治、益子さおり
- プロデューサー：正森和郎、鈴木敦
- AP：兜森英美

デジタルコンテンツ
- 制作統括：川邊裕介
- プロデューサー：太田正仁、若園基寛
- 営業：西岡均、清水大輔、本部光典

〔ホームページ〕
- プロデューサー：今井大輔
- ディレクター：佐藤純一
- 技術：大倉悠輝

〔第2日本テレビ〕
- プロデューサー：久保真一郎、大澤裕二
- ディレクター：渡辺健太郎、庄司朋子、堂園祐子

〔携帯サイト・ケータイチャリティー〕
- プロデューサー：皆川陽介
- ディレクター：松枝和哉、大森絢子

〔データ放送・ワンセグ〕
- プロデューサー：加藤友規
- ディレクター：安部陽介、崎田浩介
- 技術：中曽根貴良
- SE：五ノ井浩

応援FAX
- ディレクター：吉田和生、吉田一浩、小野日出紀
- プロデューサー：南波昌人、森下泰男、安田友里
- 技術統括：古川誠一
- 総合TD：土屋隆
- 美術統括：中原晃一
- マイクロプラン：神田洋介、山本聡一
- 音楽効果：小川彦一、村上義行、吉田茂、金沢裕一、佐藤充、中野瞬
- VTR：小山寛成、上田瞳
- SDC・SOC︰當山俊一郎、伊藤勇、岡田仁
- CVセンター︰内田宏享、竹内祐介
- マスター︰廣瀬伸剛、東俊秀、石川睦、松澤覚祥、井上大介、佐々木聡
- 放送進行︰戸田聖一郎、鈴木啓祐、樋口桃子、松田可愛
- 回線ブッキング：青木健二、藤井陽子、荒井邦彰
- 電話回線設備︰前島聡、山崎行雄、中村一郎、浅川彦四郎、中西登志己、石中史彦
- CGデザイン：堀江隆臣、越波央、高坂敬、水落功真、山岸龍、小泉陽子、五十嵐順人、堤泰生
- テロップセンター︰滝澤奈美子、辻根昌枝、久保田英嗣、藤田成弥
- 広報：高木明子、高松美緒
- 編成：前田伸一郎、鯉渕友康
- 営業：坂巻航、阿部真一郎、齊藤尚宣
- CM進行︰西田隆之、関谷美帆
- リサーチ：今別府亮、加藤孝宏、河下太郎、古賀一美、東條誠、松井一也、宮本豊、横山晋哉、山根淳子
- 技術協力：NiTRO
- 美術協力：日テレアート

日本列島!誓いのチカラ
- 演出：上野真二

〈札幌テレビ〉
- ディレクター：水谷潤子、岡崎和久

〈ミヤギテレビ〉
- プロデューサー：門脇良晴
- ディレクター：鈴木孝行

〈中京テレビ〉
- チーフプロデューサー：長谷川治彦
- ディレクター：田中穂積

〈読売テレビ〉
- プロデューサー：岩尾安治
- ディレクター：早浪賢

〈福岡放送〉
- ディレクター：野口正史、永野光二
- 制作協力：IVSテレビ制作、アガサス、AX-ON、アバンズゲート、安寿、えすと、エムファーム、オフィスぼくら、オンリー・ワン、キャスティングポート、キューアップ、ケイマックス、コスモ・スペース、ザイオン、ザ・ワークス、CRネクサス、ジーヤマ、ジーヤマ、シオン、ジッピー、ジャパンテレビ、スパイスファクトリー、創輝、東阪企画、日企、日テレイベンツ、パッション、ブームアップ、ファアキャスト・コミュニケーションズ、フォーミュレーション、フォルミカ、フリード、マイ・プラン、モスキート、ユーフィールド、ビッグ・ベア、ユニオン映画、ランナーズウェルネス、ルーカス、ロール・ワン
- チャリTシャツデザイン：©️2008Takashi Murakami Kai KaiKiKi Co.,Ltd All Rights Reserved.

「24時間テレビ」チャリティー委員会事務局
- 事務局長：神成尚亮
- 事務局：下長根春樹、三宅真実子、広沢みどり、中島尚子、野村洋二、橋本美紀、山口慶/ 全国のボランティアの皆さん、草の根チャリティーネットワーク
- 警備本部：小松伸生、倉増吉継、清水篤、新開宏 / 玉置方博、関千英、奴賀正美、菅家俊久

S1サブ放送本部
- TD：山口裕司
- 音声プラン：大越克人
- SW：村松明、加賀屋博史、高田憲一、松嶋賢一
- 音声：林英毅、今村公威、笹川秀男、藤雅樹、勝又理行、中村一男、太田黒健至、山口直樹
- 調整：山口孝志、田口徹、石野太一、天内理絵、谷原春菜
- TK・DSS：居波初子、坂本幸子、山沢啓子、鈴木リサ、長坂真由美、田中あや、竹島祐子、丸山茜、山岸由佳、太田美沙
- UVコーディネーター：宮崎俊彦、吉田真紗記、永原一郎、北川貢司、小林真尚、木下孝、髙橋秀与、山本紗智子、井出哲人
- マルチSW：望月利晋、冨永倫子
- 技術コーディネート：安彦真利江、岩鼻優、小林拓弘
- ディレクター：伴在正行、大野聰介、小野隆史、八重沢亮、吉田尚代、廣瀬由紀子
- 制作進行：小松正樹、野本亜希子、松田瑠美 / 東原祐子、斉藤寿
- 監修：五味一男
- プロデューサー：上田識喜、納富隆治、金田有浩、伊東修、松本浩明
- S1サブ演出：高橋利之、古立善之、原司
- 制作：城朋子、安齋健一郎、小杉善信
- 日本武道館演出：江成真二
- 演出：瓜生健
- 総合演出：三觜雅人
- 総合プロデューサー：藤井淳、森實陽三/ 梅原幹
- 制作指揮：渡辺弘
- 製作著作：日本テレビ